# Степановка Друга
Степа́новка Друга (рос. Степановка Вторая) — село у складі Абдулинського міського округу Оренбурзької області, Росія.

## Населення
Населення — 463 особи (2010; 704 у 2002).
Національний склад (станом на 2002 рік):
- татари — 41 %